# Purificatoio
Il purificatoio (chiamato meno comunemente purificatorio o purifichino) è un oggetto liturgico cattolico.
Il purificatoio è un rettangolo di lino con una piccola croce ricamata, che può avere varie dimensioni e serve durante la messa: per pulire la patena prima di deporvi l'ostia consacrata dopo la recita del Padre Nostro; per pulire il calice prima di versare il vino e l'acqua; per asciugarsi le labbra dopo aver bevuto dal calice; e infine per pulire il calice alla fine della comunione. Da non confondere con il manutergio.